# Bebearia laetitia
Bebearia laetitia е вид пеперуда от семейство Nymphalidae. Видът не е застрашен от изчезване.

## Разпространение
Разпространен е в Габон, Гана, Гвинея, Демократична република Конго, Камерун, Кот д'Ивоар, Либерия, Нигерия, Сиера Леоне, Уганда и Централноафриканска република.